# Dia Internacional para a Prevenção do Extremismo Violento como e quando Condutor do Terrorismo
O Dia Internacional para a Prevenção do Extremismo Violento como e quando Condutor do Terrorismo é comemorado anualmente no dia 12 de fevereiro, criado pela Assembleia Geral das Nações Unidas em sua resolução 77/243, a fim de aumentar a conscientização sobre as ameaças ligadas ao extremismo violento, como e quando conducente ao terrorismo, e para aumentar a cooperação internacional nesse sentido.
A Assembleia Geral enfatizou, nesse contexto, a responsabilidade primária dos Estados-membros e de suas respectivas instituições nacionais no combate ao terrorismo e destacou o importante papel das organizações intergovernamentais, da sociedade civil, do meio acadêmico, dos líderes religiosos e dos meios de comunicação social no combate ao terrorismo e na prevenção do extremismo violento, quando propício ao terrorismo.
A resolução reafirmou que o terrorismo e o extremismo violento, quando conduzem ao terrorismo, não podem e não devem ser associados a nenhuma religião, nacionalidade, civilização ou grupo étnico.
A Assembleia Geral convidou o Escritório de Combate ao Terrorismo, em colaboração com outras entidades relevantes do Pacto de Coordenação Global de Combate ao Terrorismo das Nações Unidas, a facilitar a observância do Dia Internacional.

## Programa de Ação para Prevenir o Extremismo Violento
Em 15 de janeiro de 2016, o secretário-geral das Nações Unidas apresentou um Plano de Ação para Prevenir o Extremismo Violento à Assembleia Geral. Em 12 de fevereiro de 2016, a Assembleia Geral adotou uma resolução saudando a iniciativa do secretário-geral e tomando nota de seu Plano de Ação para Prevenir o Extremismo Violento.
O Plano de Ação exige uma abordagem abrangente que inclua não apenas medidas essenciais de combate ao terrorismo com base na segurança, mas também medidas preventivas sistemáticas para tratar das condições subjacentes que levam os indivíduos a se radicalizarem e a se juntarem a grupos de extremismo violento.
O Plano é um apelo à ação conjunta da comunidade internacional. Ele fornece mais de 70 recomendações aos Estados-membros e ao Sistema das Nações Unidas para evitar a disseminação do extremismo violento.